# Romana Granas

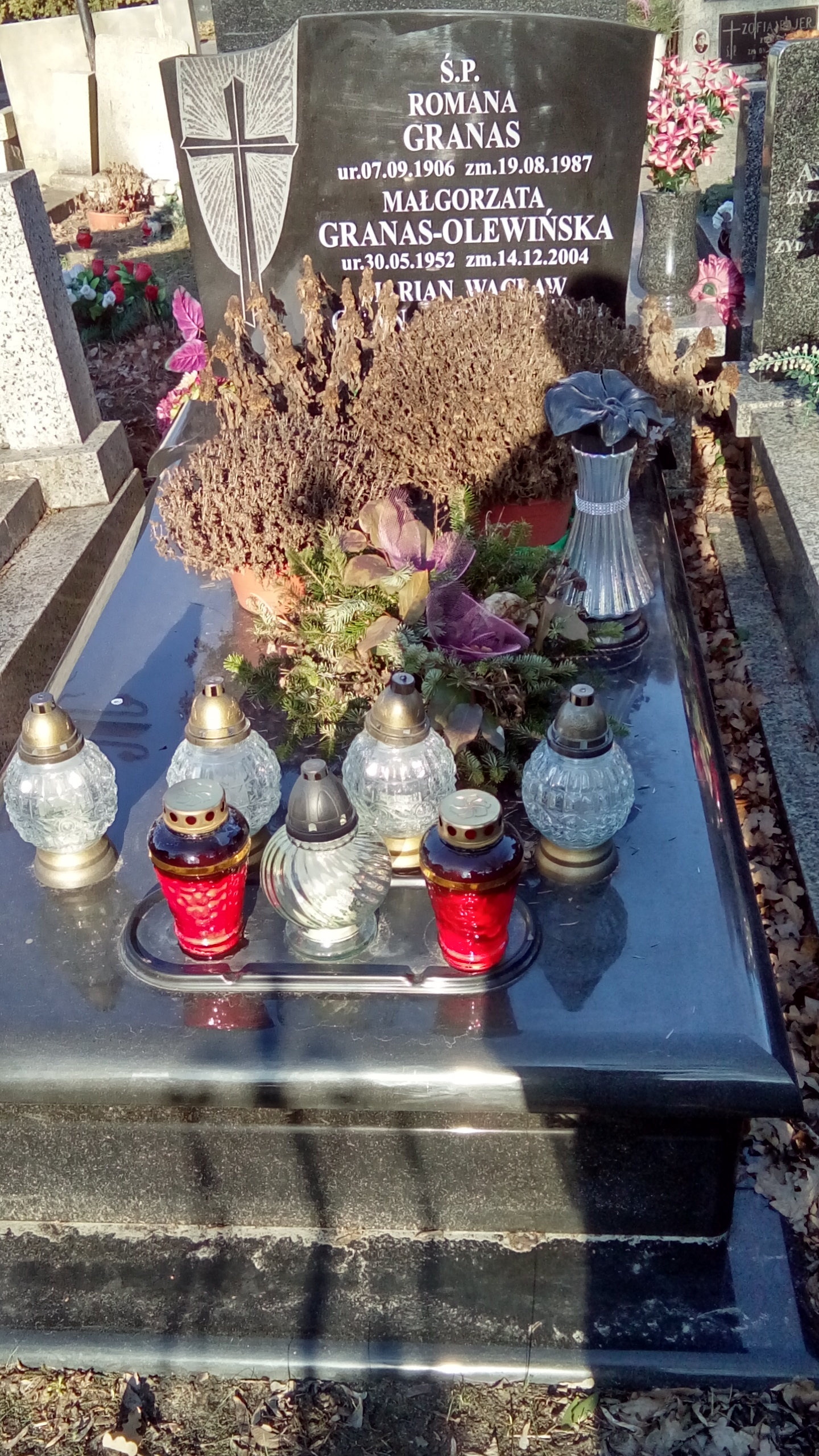
Grób Romany Granas na Cmentarzu Wojskowym na Powązkach

Romana Granas pseud. Bronka, Julia, Maria, Stacha, Stanisława Orlińska (ur. 7 września 1906 w Łodzi, zm. 19 sierpnia 1987) – polska działaczka komunistyczna, dziennikarka, dyrektorka Szkoły Partyjnej przy KC PZPR (1950–1957), zastępca członka KC PZPR.

## Życiorys
Córka Henryka - lekarza. Uczennica łódzkiego gimnazjum. Aresztowana i usunięta ze szkoły za roznoszenie ulotek komunistycznych. Od 1921 działała w Związku Młodzieży Komunistycznej (ZMK) przemianowanym później na Komunistyczny Związek Młodzieży Polski. W grudniu 1923 roku aresztowana podczas spotkania zebrania koła robotniczego. Skazana na półtora roku więzienia. W 1923 przeszła do pracy w KPP, w której działała do 1935. Od 1935 do wybuchu wojny przebywała w tarnowskim więzieniu. Jesienią 1939 udała się do Lwowa, gdzie pracowała w miejscowym NKWD jako tłumaczka. Po ataku Niemiec na ZSRR w czerwcu 1941 ewakuowana na wschód, przebywała m.in. w Moskwie i Kujbyszewie. W 1941 przyjęta do WKP(b). Była słuchaczem Międzynarodowej Szkoły Leninowskiej. Od 1945 była zastępcą dyrektora Centralnej Szkoły PPR w Łodzi. Po utworzeniu PZPR w grudniu 1948 została starszym instruktorem Wydziału Organizacyjnego KC. W listopadzie 1949 wybrana zastępcą członka KC PZPR, którym pozostawała do IV Zjazdu PZPR w czerwcu 1964. Od maja 1950 do sierpnia 1957 dyrektorka dwuletniej Szkoły Partyjnej przy KC PZPR. Zaliczana do „puławian” podczas walki o władzę w kierownictwie PZPR w latach pięćdziesiątych. 1959–1963 zastępca redaktora naczelnego „Polityki”.
Pochowana na wojskowych Powązkach (kwatera B32-13-8).